# Моисеев, Семён Самойлович
Семён Самойлович Моисеев (23 ноября 1929, Полтава — 2002) — российский физик, специалист в области нелинейных и турбулентных процессов, лауреат Государственной премии СССР (1987).

## Биография
Родился 23 ноября 1929 г. в Полтаве в семье врача.
После окончания Харьковского государственного университета (1952, с отличием) преподавал в Славянске и Полтаве.
В 1960 г. уехал в Новосибирск и поступил в Институт ядерной физики СО АН СССР, работал в лаборатории академика Р. З. Сагдеева.
В 1968 г. перевёлся в Харьков, в Физико-технический институт (ХФТИ) в лабораторию академика Я. Б. Файнберга. В процессе исследований обнаружил нелокальный перенос электромагнитных полей резонансными частицами в неоднородной плазме, приводящий к эффекту кинетического просветления волновых барьеров.
По совместительству с 21.09.1976 по 07.1979 г. профессор кафедры физики плазмы Харьковского университета.
За цикл работ «Просветление волновых барьеров в плазме» в 1979 г. в составе коллектива удостоен Государственной премии Украинской ССР в области науки и техники.
С 1980 г. по приглашению академика Р. З. Сагдеева работал заведующим отделом в Институте космических исследований АН СССР (Москва). Продолжил исследования механизмов генерации электромагнитного излучения в плазме, связанных с плазменными резонансами. Их итоги обобщены в монографии «Неравновесные и резонансные процессы в плазменной радиофизике», написанной в соавторстве с А. А. Рухадзе, А. Б. Шварцбургом, М. В. Кузелёвым и Н. С. Ерохиным.
Лауреат Государственной премии СССР (1987) — за цикл работ «Основы нелинейной динамики высокочастотных волновых процессов в полностью ионизированной плазме» (1958—1985). Заслуженный деятель науки РФ (2001).